# Богомолов, Валерий Васильевич
Валерий Васильевич Богомолов (5 июля 1944 — 8 мая 2023) — российский учёный-медик, доктор медицинских наук, профессор, заместитель директора по науке Государственного научного центра РФ Института медико-биологических проблем (ИМБП) РАН (с 1994 года).
Действительный член Международной академии астронавтики. Заслуженный врач Российской Федерации (2011).

## Биография
Окончил I Московский медицинский институт им. И. М. Сеченова (1967). Затем работал в отделе реанимации и анестезии НИИ скорой помощи им. Н. В. Склифосовского врачом и научным сотрудником. Оттуда его, как вспоминал сам В. В. Богомолов, как и других реаниматологов, пригласили в ИМБП «чтобы оказывать помощь при посадке. Это было после первого 18-суточного полёта Николаева и Севастьянова: они не очень хорошо себя чувствовали. Мы сначала были просто прикомандированы. А когда погибли космонавты Добровольский, Волков и Пацаев, была создана специальная служба в ИМБП. Я работал в лаборатории реанимации и реабилитации».
С 1972 года работает в ИМБП, где с 1984 года заведующий отделом и лабораторией, а с 1994 года заместитель директора по науке, также член учёного совета Института и заместитель председателя диссертационного совета Д 002.111.01 на базе ИМБП.
Возглавлял работы ИМБП в совместных программах пилотируемых космических полётов и по проекту МКС, является ответственным представителем Росавиакосмоса.
Член Главной медицинской комиссии Министерства здравоохранения и Министерства обороны России по освидетельствованию космонавтов.
Входит в бюро секции «Космическая биология и физиология» Совета РАН по космосу.
Член программного комитета международной конференции «Системы жизнеобеспечения как средство освоения человеком дальнего космоса» (Москва, 2008).
Входил в организационный и программный (как зампредседателя) комитеты Космического форума 2011, посвященного 50-летию полёта в космос Ю. А. Гагарина.
Автор более 80 научных публикаций, трех монографий и руководств, 6 изобретений.
Валерий Васильевич Богомолов скончался 8 мая 2023 года

## Награды
- Орден Трудового Красного Знамени (30 мая 1988 года)
- Медаль ордена «За заслуги перед Отечеством» II степени (9 апреля 1996 года) — за заслуги перед государством, большой вклад в подготовку и успешное осуществление первого этапа российско-американского сотрудничества в области пилотируемых космических полетов по программе «Мир — Шаттл»[12]
- Медаль «За заслуги в освоении космоса» (12 декабря 2022 года) — За заслуги в развитии отечественной космической медицины и биологии, многолетнюю добросовестную работу[13]
- Заслуженный врач Российской Федерации (29 апреля 2011 года) — за заслуги в области здравоохранения и многолетнюю плодотворную работу[14]
- Медали Федерации космонавтики России имени Ю. А. Гагарина, С. П. Королева, К. Э. Циолковского